# Diepensee
Diepensee ist ein Ortsteil der brandenburgischen Stadt Königs Wusterhausen.

## Geschichte und Etymologie

### 14. und 15. Jahrhundert
Im Jahr 1348 erschien erstmals ein Jacob Dypense in den Akten, dem ausweislich des Landbuchs Karls IV. 1375 das Dorf Dypensey, Tifense, Diffensey oder auch in der Schreibweise Tiffensee gehörte. Es war zu dieser Zeit bereits wüst, wobei der kurfürstlicher Vasall H. Beschorn Einkünfte erhalten haben soll. Andere wissenschaftliche Ansätze schreiben von einer wüsten Feldmark Wende-Feld, welches dem späteren Rittergut entspricht. 1416 war erneut von einem wüsten Dorf die Rede, von dem jedoch einige Hufen an Adelige zur Nutzung verliehen wurden. Als eine der ersten Familien erschienen vor 1416 die von Britzke zu Britz, denen zwei Hufen im wüsten Dorf czu Tieffensey zugesprochen waren. 1435 erhielt eine Frau Rathenow Leibgedinge aus sechseinhalb Hufen aus czu Tiefensee auff dem Teltow. 1438 war der Ort offenbar wieder besiedelt, denn es gab eine Dorfstätte mit Acker, Wiesen und Weiden, die jedoch verliehen waren. Sie gehörte der Familie Moller, die in diesem Jahr erstmals in den Dokumenten erschien. Sie hielten die andere Hälfte der Gerichtsbarkeit sowie des Kirchenpatronats. Ihr Anteil kam an die Familie Mußlow, wurde danach kurfürstlich. Die von Britzke erweiterten ihren Besitz im Ort to Dypensehe auf 18 Hufen im Jahr 1473 und erhielten je ein halbes Ober- und Untergericht sowie die Hälfte des Kirchenpatronats. 1474 waren ein Hof sowie zwei Hufen verliehen – die Akten weisen aber auch aus, dass es „ungewiss“ sei, ob sie besetzt waren. Vor 1484 kam mit der Familie Milow zu Blankenfelde ein vierter Eigentümer hinzu. Sie veräußerten ihre Anteile von zwei Hufen auf der Feldmark Diepensee jedoch an die von Schlabrendorf zu Beuthen bzw. zu Waßmannsdorf. Ihr Besitz wurde 1497 nochmals bestätigt.

### 16. Jahrhundert
Um 1500 und 1527 war noch von einem Kirchdorf die Rede, allerdings gab es zu keiner Zeit Pfarrhufen, allerdings ein Kirchenpatronat. Bei archäologischen Ausgrabungen kam ein Fundament eines Sakralbaus zum Vorschein, dessen Geschichte bislang jedoch unklar blieb. Während der Schlabrendorfsche Anteil bis in das 19. Jahrhundert Bestand hielt, wechselten die Eigentümer der übrigen Anteile vergleichsweise häufig. Vor 1539 traten die von Flans zu Altglienicke und Großmachnow auf, die den kurfürstlichen Anteil übernahmen und auf 12,5 Hufen ausdehnten. Sie erhielten vom Kurfürst weiterhin die Schäfereigerechtigkeit über die dazugehörigen Höfe. Von einer Schafzucht war im 16. und 17. Jahrhundert jedoch kein Anzeichen mehr zu sehen. Außerdem erhielten sie Hälftig das Gut sowie das Patronat. Vor 1546 kamen aus dem Anteilsgut Rudow die Familien von Schlieben, von Britzke, von Otterstädt, die von Hake sowie die von Heydekampf mit Hebungen von Höfen und Hufen zu Diepensee in den Ort. Die Naturalleistungen der Frau Rathenow wechselten vor 1559 an die Familie Bretschneider und gelangten in 1559 bis nach 1613 an Reiche zu Rotzis und Rangsdorf, die über achteinhalb abgabenbefreite Hufen verfügten. Die von Flans erhöhten 1571 ihren Besitz auf 14 Hufen, die von Britzke blieben nachweislich 1598 noch im Besitz der 18 Hufen nebst Rechte und Dienste.

### 17. und 18. Jahrhundert
Die Hebungen von Höfen und Hufen zu Diepensee aus dem Anteilsgut Rudow wurden 1618 nochmals bestätigt, ebenso die 14 Hufen derer von Flans im Jahr 1620. Vermutlich kamen hierbei jedoch die zwei Hufe aus dem einen Hof hinzu, die die Familie Liepe zu Waltersdorf 1474 erhalten hatte. Die von Britzke mussten hingegen ihren Anteil 1610 auf ein Viertel reduzieren, während drei Viertel vermutlich um 1600 an die von Schlabrendorf gingen. 1610 wurden ebenso die Anteile der Reiche von Rotzis nochmals bestätigt. Aus der Zeit des Dreißigjährigen Krieges ist bislang nichts bekannt – weder, ob es zu einem Eigentümerwechsel kam, noch in welcher Form die Bevölkerung von den massiven Kriegshandlungen betroffen war.
Dennoch dürften die Auswirkungen erheblich gewesen sein, denn erst 1704 erschien Diepensee erneut – als wüste Feldmark, die von verschiedenen Bauern und Rittergütern genutzt wurde. Dem Amt Köpenick gehörten dreieinhalb wüste Hufen, achteinhalb Hufen beim Vorwerk Rudow waren frei, ebenso drei wüste Kötterhöfe. Das Amt hatte 1702 neben den wüsten Höfen ein Achtel des Ober- und Untergerichtes erhalten. Im Jahr 1753 hatten die von Schlabrendorf ihren Besitz mit den Flanschen Anteilen auf 31,5 Hufen ausgebaut. Sie hielten weiterhin ein Vorwerk und eine Kolonie. Ein Hufe gehörte einem Bauern zu Rudow, die verbliebenen 13 Hufen der Kammer zu Königs Wusterhausen. Sie plante, „ausländische“ kleine Ackerwirte anzusiedeln. 1761 heiratete der damalige Gutsherr auf Diepensee und Waßmannsdorf, Hans Karl August von Schlabrendorff eine Tochter aus dem Haus von Bismarck-Schönhausen, Dorothea Charlotte Wilhelmine. Schlabrendorff gehörte dem Johanniterorden an und war dessen Komtur zu Lagow.

### 19. Jahrhundert

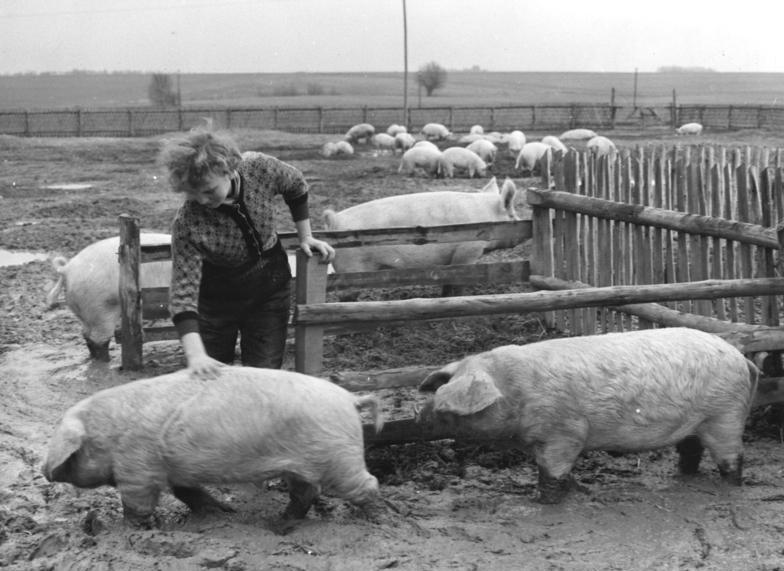
Bäuerin bei der Viehzucht, 1959

Im Jahr 1800 lebten im Dorf drei Büdner und zehn Einlieger; hinzu kam das Rittergut mit 41 Hufen. Insgesamt gab es in Diepensee 16 Feuerstellen (=Haushalte). 1823 übergaben die von Schlabrendorf ihren Anteil an eine Familie Büttner, die ihn wiederum 1836 an eine Familie Friedrich und von dort 1842 an eine Familie Heydemann weitergab. 1840 gab es das Rittergut und Kolonie mit zehn Häusern. 1858 gab es einen Gutseigentümer, einen Pächter, zehn Knechte und Mägde, 36 Tagelöhner und vier Bediente. Das Rittergut war 1849 Morgen groß. Im Dorf arbeiteten ein Schuhmachermeister, ein Beamter und ein Privatlehrer. 1860 war der Gebäudebestand auf 12 Wohnhäuser angewachsen. Hinzu kamen acht Wirtschaftsgebäude. Die Bewohner bewirtschafteten 1592 Morgen Acker, 209 Morgen Wald, 24 Morgen Wiese und 20 Morgen Gartenland. Mitte des Jahrhunderts war Gut Diepensee weiterhin in bürgerlicher Hand, der Besitzer hieß Heidemann. Nach dem 1879 erstmals amtlich publizierten Generaladressbuch der Rittergutsbesitzer der Provinz Brandenburg umfasste das kreistagsfähige Rittergut Diepensee 525 ha, davon 41 ha Wald. Als Eigentümer wird ein Leutnant Strousberg ausgewiesen. Zum Besitz gehörte damals eine Brennerei.  Leutnant a. D. und Amtsvorsteher Strousberg übt auch seine Funktion als Kirchenpatron aus und finanziert 1882 das neue Harmonium der für Diepensee zuständigen Kirche in Waßmannsdorf. Die Familie um Dr. Bethel Henry Strousberg waren hauptsächlich Eisenbahn-Industrielle, die sich neben Fabriken auch Güter, im Kreis Teltow neben Diepensee noch das benachbarte Dahlewitz, anzuschaffen. Als Eigenvorhaben für Diepensee war eine große Gartenkolonie geplant. Im 19. Jahrhundert wurde Diepensee nach Waßmannsdorf eingepfarrt und gehört seit 1899 zu Schönefeld. Grundbesitzer um die diese Jahrhundertwende war der Ingenieur George Barcley-Bruce, auf 536 ha. Der ständige Besitzerwechsel bringt keine richtige Stabilität für den Ort.

### 20. Jahrhundert
Im Jahr 1900 waren es nur noch neun Häuser, während 1931 in der Statistik bereits wieder 16 Wohnhäuser ausgewiesen waren. Bereits vor 1903 ist das Gut Diepensee Teil des Rittergutes Schönefeld. Vor der großen Weltwirtschaftskrise wurde das Rittergut vom Verwalter Pahn geleitet. Eigentümer blieb Major Karl Wrede auf Schönefeld. Er ließ seine Schönefelder Brennrechte auf die Brennerei Diepensee übertragen. Als Flächenumfang gibt das Landwirtschaftliche Adressbuch für die Provinz Brandenburg 574 ha an. Kern des Betriebs ist die landwirtschaftliche Seite, in den Ställen stehen 117 Milchkühe. Wrede war geschäftstüchtig und betrieb des Weiteren eine eigene Dampfziegelei. Wohnsitz seiner Familie war nicht sein Hauptgut Schönefeld, sondern Diepensee, welches faktisch eigentlich als Ort nur aus dem Gutsbezirk bestand. In Diepensee lebten im Jahre 1927 genau 201 Personen, davon 97 weiblich. 1939 war im Ort lediglich ein landwirtschaftlicher Betrieb mit einer Fläche von mehr als 100 Hektar vorhanden. 
Nach dem Zweiten Weltkrieg wurden 467 Hektar enteignet und davon 279 Hektar aufgeteilt. Elf Bauern erhielten zusammen gerade einmal fünf Hektar Land, ein Betrieb zwei Hektar, 41 Betriebe zusammen 272 Hektar. 1953 gründete sich eine LPG vom Typ I, die 1958 in einen Typ III umgewandelt wurde. Sie hatte 31 Mitglieder und bewirtschaftete 112 Hektar landwirtschaftliche Nutzfläche. 1960 gründete sich ein VEG Diepensee mit 96 Beschäftigten. Er wurde 1969 zu einem Betriebsteil des Kombinats Waßmannsdorf. Weiterhin gab es eine LPG Typ III mit 36 Mitgliedern und 187 Hektar Fläche sowie eine LPG Typ I mit zehn Mitgliedern und 71 Hektar Fläche. 1973 gründete sich die Kooperative Abteilung Pflanzenproduktion. 1975 schlossen sich die LPG in Diepensee Typ III mit den LPGn in Kiekebusch und Rotberg mit Sitz in Rotberg zusammen.
Der ursprüngliche Ort Diepensee lag ca. 7 km nordwestlich seiner heutigen Stelle (⊙) und gehörte als selbstständige Gemeinde seit dem 26. Juni 1992 dem Amt Schönefeld an.

### 21. Jahrhundert

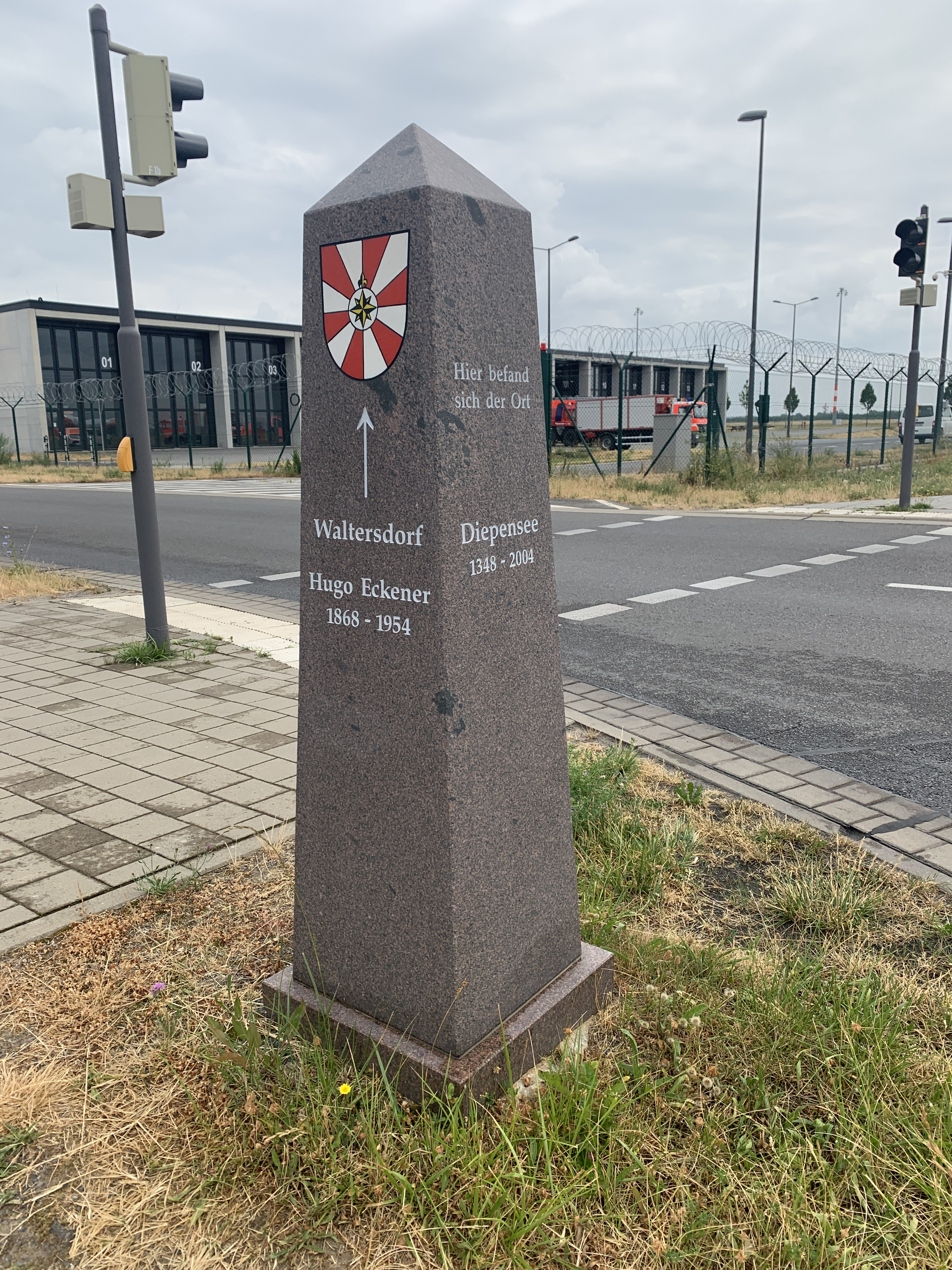
Erinnerungsstein an den Ort Diepensee im Bereich des BER

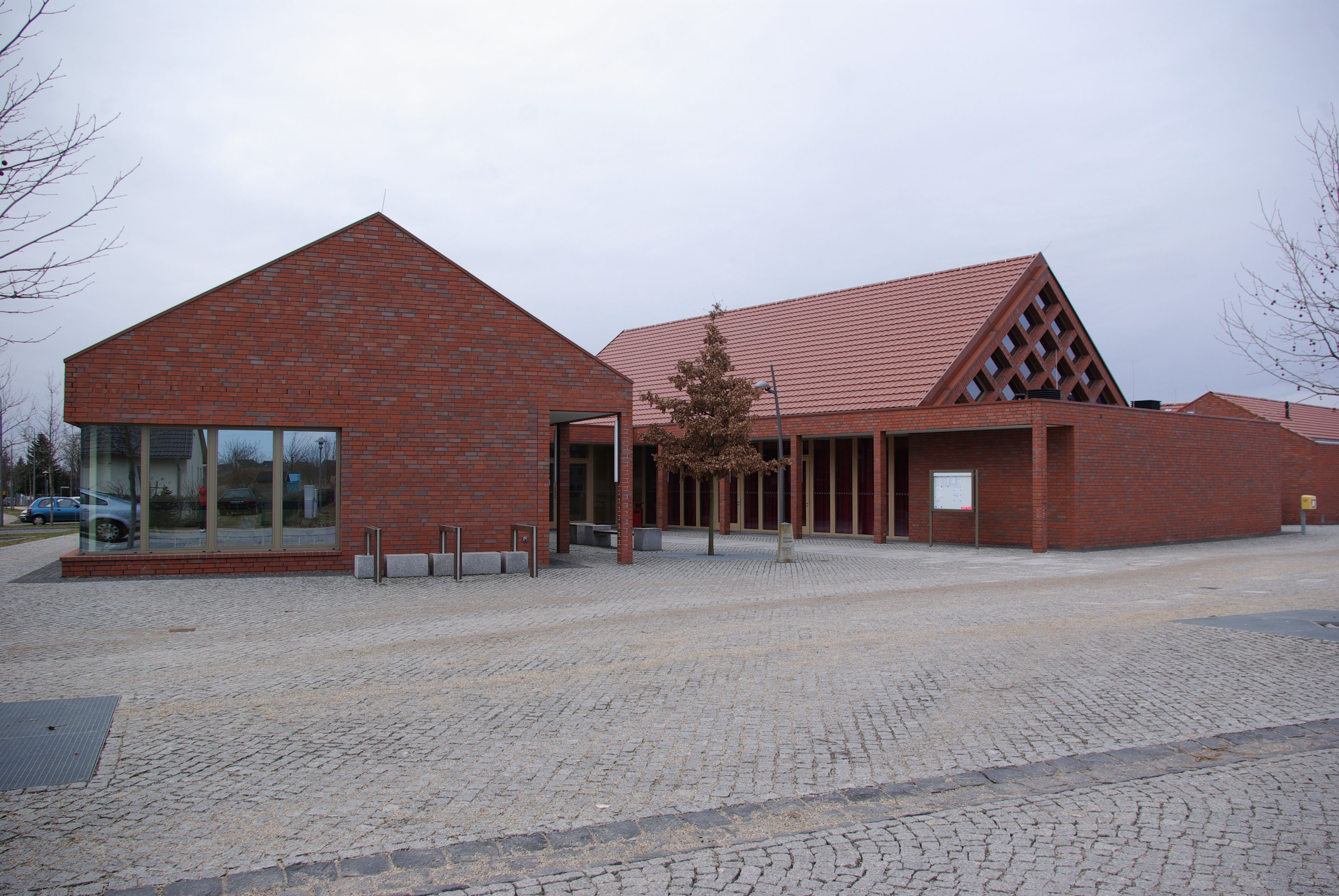
Das Gemeinschaftshaus im neuen Diepensee

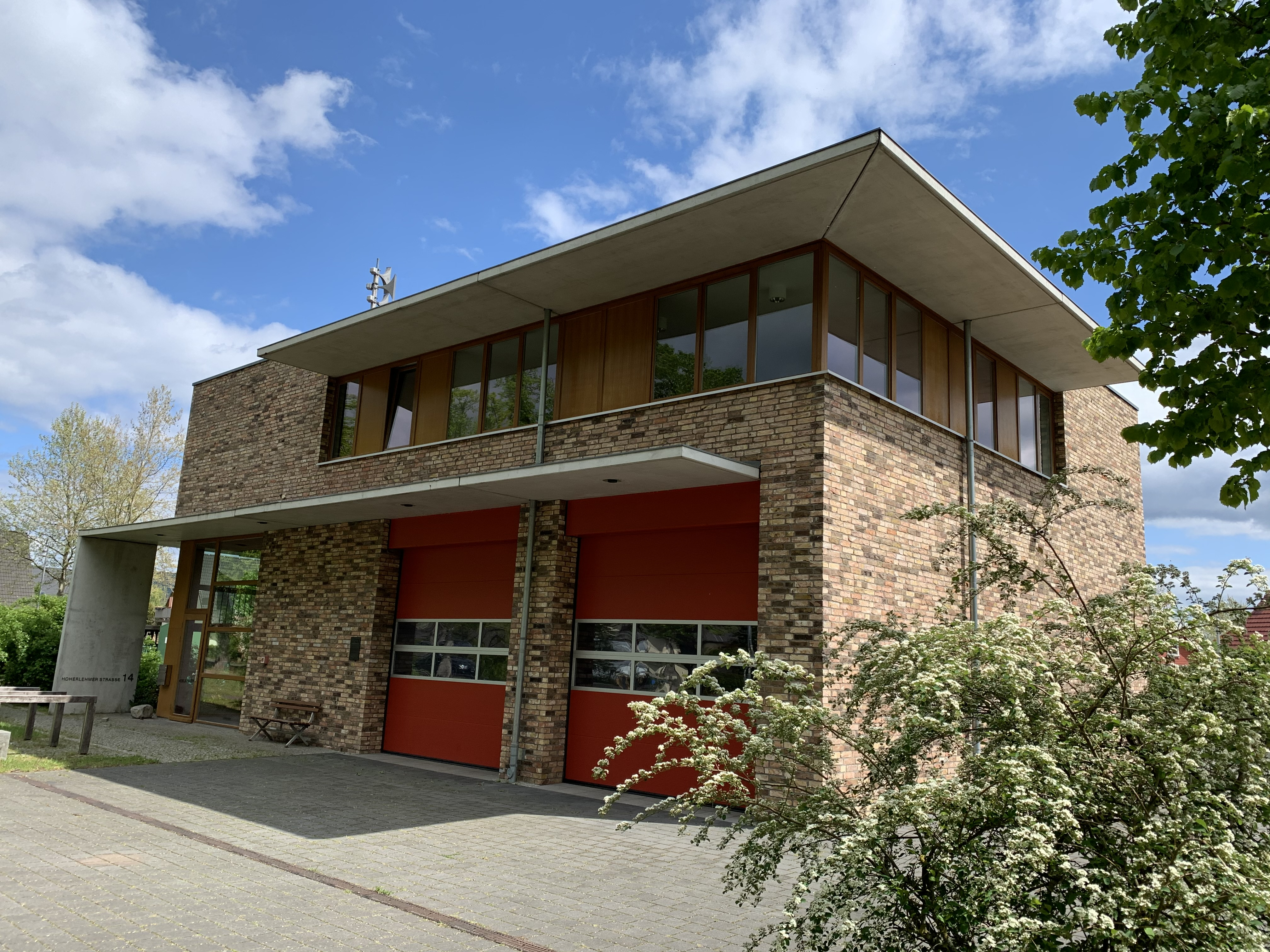
Gebäude der Freiwilligen Feuerwehr

Nach der Auflösung des Amtes Schönefeld am 26. Oktober 2003 wurde die damalige Gemeinde Diepensee von der nun amtsfreien Gemeinde Schönefeld mitverwaltet. Durch den Bau des Flughafens Berlin Brandenburg wurden die damals 335 Einwohner des Ortes bis zum Dezember 2004 in den komplett neu gebauten Ort Diepensee nördlich des Ortsteils Deutsch Wusterhausen der Stadt Königs Wusterhausen umgesiedelt. Die Gemeinde Diepensee war bereits zu dem Zeitpunkt, an dem sich drei Viertel der dort am 30. Juni 2002 gemeldeten Einwohner mit Hauptwohnsitz umgesiedelt hatten, aufgelöst worden. Dieses Kriterium war am 29. Februar 2004 erreicht, sodass das Gebiet der ehemaligen Gemeinde Teil der Gemeinde Schönefeld und Rechtsnachfolger der aufgelösten Gemeinde die Stadt Königs Wusterhausen wurde. Im Zuge der Neugestaltung der Gemeinde wurde auch der Friedhof verändert. Die Mauer besteht aus Steinen des alten Gutshofes, der 1897 erbaut wurde, das Tor stammt aus dem Jahr 1916. Im nördlichen Bereich befindet sich ein Gemeinschaftsgrab Diepenseer Bürger, die nicht einzeln umgebettet wurden.

## Archäologische Ausgrabungen

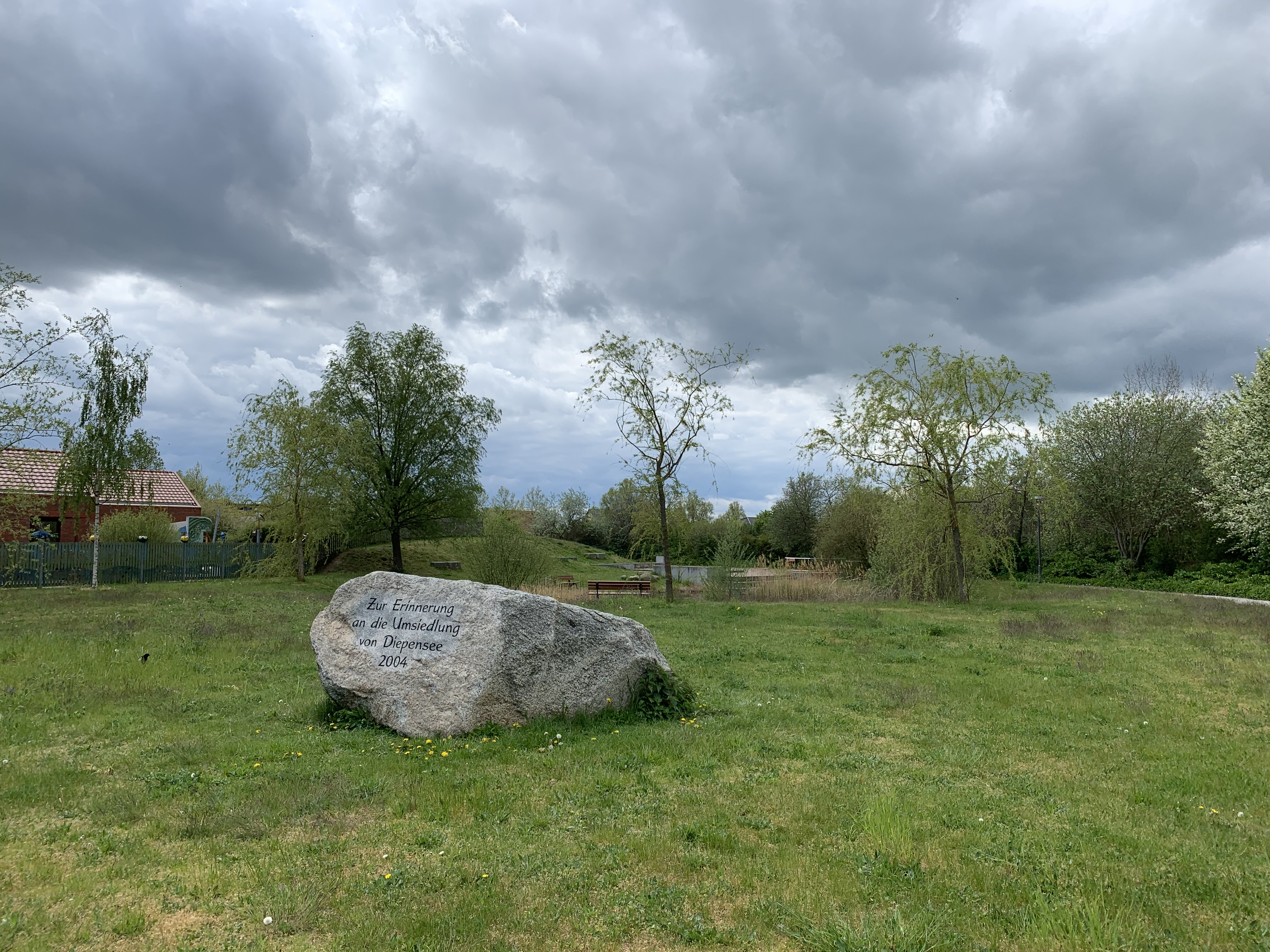
Findling in der Ortsmitte

Im Zusammenhang mit der Verlegung des Ortes wurden umfangreiche archäologische Ausgrabungsarbeiten durchgeführt. Wie jedes Großbauprojekt musste auch die Flughafengesellschaft mit dem Bau des BER die Auflage nach dem Landesdenkmalschutzgesetz befolgen. Diese schrieb vor, die Dokumentation der von Zerstörung betroffenen Bodendenkmale auf dem Baugebiet zu finanzieren. Unter Leitung des BLDAM wurde hier das größte Ausgrabungsvorhaben der Region betreut. Insbesondere die Umsiedlung der Ortslage Diepensee ermöglichte eine zweijährige Erforschung der 14 Hektar großen Fläche. Dabei kam das mittelalterliche Dypensey, dessen Geschichte bislang weitgehend unbekannt war, sehr gut erhalten zutage. Die Rekonstruktion ergab ein komplettes Angerdorf des 13. und 14. Jahrhunderts mit einer Dorfbefestigung und zwei – den Anger mit dem Tiefen See umschließenden – Straßen. Besonders überraschend waren zahlreiche Hauskeller aus Feldsteinen und der Grundriss einer kleinen Dorfkirche sowie der Friedhof mit über 400 Gräbern.
Im Sommer 2005 wurde überraschend auch der Friedhof des mittelalterlichen Diepensee entdeckt und vollständig ausgegraben. Mit mindestens 485 Individuen lag erstmals eine komplette Skelettserie aus der Zeit vom frühen 13. bis Mitte des 14. Jahrhunderts im Land Brandenburg vor. Die Skelette wurden von der Anthropologin Bettina Jungklaus untersucht. Die meisten der Bestatteten starben im Alter von 40–59 (23 %), gefolgt von Kleinkindern bis zu 7 Jahren (21 %), was für eine gewachsene, vorindustrielle Bevölkerung charakteristisch ist. Frauen starben gehäuft als Jungerwachsene, Männer häufig im fortgeschrittenen Alter. Auffällig war ein hoher Anteil Jugendlicher, was auf Pest oder eine andere Infektionserkrankung in Diepensee hinweisen könnte. Die Kindersterblichkeit war für mittelalterliche Verhältnisse mit 33 % mäßig hoch. Die Lebenserwartung von knapp 30 Jahren war eher hoch. Im mittelalterlichen Diepensee war die Belastung mit Zahnkaries vergleichsweise gering. Das verweist darauf, dass die mittelalterlichen Diepenseeer eine Mischkost aus Getreide- und Milchprodukten mit mäßigem Fleischanteil zu sich nahmen. Anzeichen für Mangelernährung und körperliche Belastung waren selten. Kinder im Alter von drei bis sechs wiesen jedoch Zeichen für Blutarmut (Cribra orbitalia) und Wachstumsstörungen (Schmelzhypoplasien und Harris-Linien) auf. Kinder dieser Altersspanne unterlagen also Fehlernährung und Infektionsrisiken, überlebten diese Phase jedoch recht gut. Die Gelenke und Wirbel zeigten eine für die harte Arbeit im bäuerlichen Lebensumfeld typische Belastung durch degenerative Veränderungen. Die Beine der Männer waren stärker belastet als die der Frauen, was auf eine Arbeitsteilung hindeutete. Insgesamt zeichnete sich ein Bild von Diepensee als ein Dorf der mittelalterlichen Mark Brandenburg mit günstigen Lebensumständen für die Bewohner.

## Bevölkerungsentwicklung
| Einwohner | 54 | 68 | 52 | 76 | 117 | 125 | 210 | 202 | 328 | 403 | 435 |

## Politik
Ortsvorsteher ist Michael Gleißner.

## Verkehr
Diepensee lag an der 1868 eröffneten „Gutsbahn Diepensee“ (später „Henschelbahn“). Nahe des alten Ortes Diepensee verläuft die Bahnstrecke Glasower Damm Ost–Bohnsdorf Süd.